# Noise (film, 2006, Assayas)
Pour les articles homonymes, voir Noise (homonymie).
Pour plus de détails, voir Fiche technique et Distribution.
Noise est un documentaire français réalisé par Olivier Assayas, sorti en 2006. Il s'agit d'un documentaire sur le festival Art Rock de Saint-Brieuc.

## Fiche technique
- Titre : Noise
- Réalisation : Olivier Assayas
- Scénario : Olivier Assayas
- Production : Kevin Douvillez, Gérard Lacroix, Sylvain Plantard et Gérard Pont
- Photographie : Michael Almereyda, Olivier Assayas, Éric Gautier, Léo Hinstin, Laurent Perrin et Olivier Torres
- Montage : Luc Barnier et Marion Monnier
- Pays d'origine :  France
- Format : couleur
- Durée : 115 minutes
- Date de sortie : 2006

## Distribution
- Alla
- Jeanne Balibar
- Afel Bocoum
- Rodolphe Burger
- Kim Gordon
- Emily Haines
- Metric
- Marie Modiano
- Thurston Moore
- Jim O'Rourke
- Pascal Rambert
- Lee Ranaldo
- Steve Shelley